# 보잉 팬텀 웍스
보잉 팬텀 웍스(Boeing Phantom Works)는 보잉사의 발전된 방어 및 보안 무기 시제품이다. 이의 주된 목적은, 발전된 군사 물품 및 기술 개발이고, 그것들 중 대부분은 아주 비밀리에 진행된다.
맥도넬 더글라스(McDonnell Douglas)에 의해 설립되었으며, 연구/개발 그룹은 보잉이 이 회사를 인수한 후에도 계속 유지되었다. 로고는 맥도넬 더글라스 F-4 팬텀 파이터(Phantom fighter)에 쓰였던 것과 흡사하다.

## 같이 보기
- 스컹크 웍스